# Eisenbahnunfall von Shipton-on-Cherwell

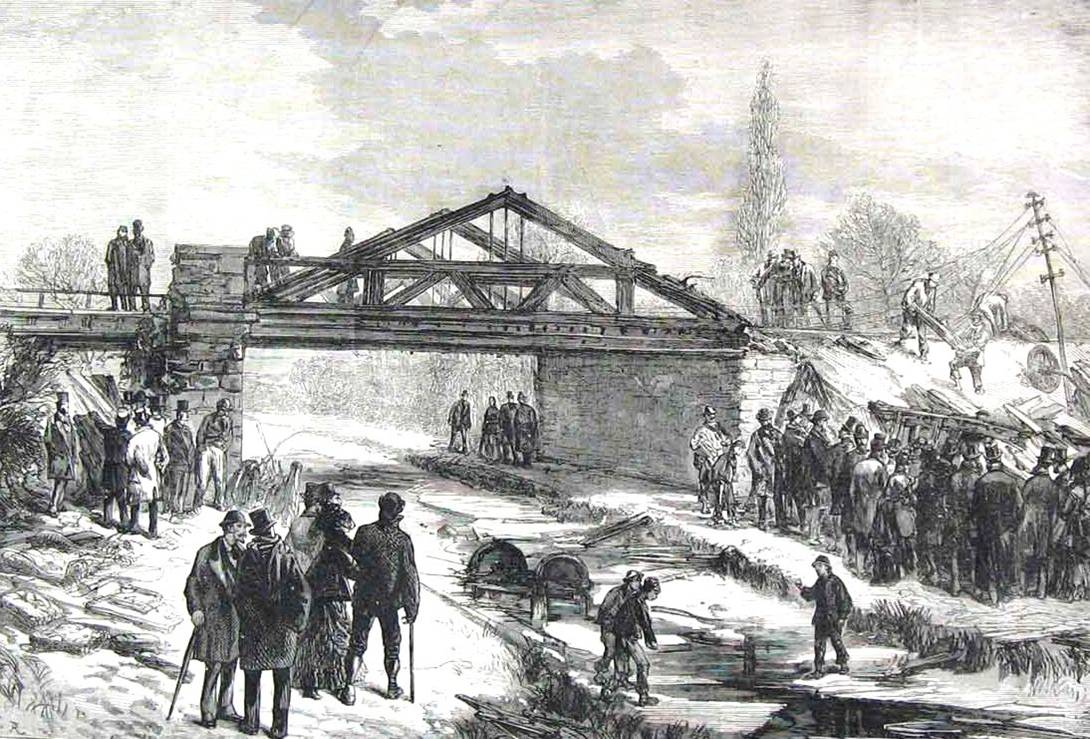
Darstellung der Unfallstelle in den London Illustrated News

Bei dem Eisenbahnunfall von Shipton-on-Cherwell entgleiste am 24. Dezember 1874 ein Schnellzug nach dem Bruch eines Radreifens auf der Cherwell Valley Line der Great Western Railway bei Shipton-on-Cherwell, Oxfordshire, England. 34 Tote und 65 Schwerverletzte waren die Folge. Ursachen des Unfalls waren eine Reihe technischer Defekte und betrieblicher Unzulänglichkeiten.

## Voraussetzungen
Der Schnellzug war von London Paddington nach Birkenhead unterwegs. Der vollbesetzte Zug mit 14 Personenwagen erhielt in Oxford eine Vorspannlokomotive und einen älteren zweiachsigen Verstärkungswagen, der 1855 gebaut worden war. Er wurde hinter den Lokomotiven eingereiht. Dabei musste auch die Kommunikationsleine, mit der Reisende oder das Zugpersonal die Glocke am Schlepptender läuten konnte, um die Aufmerksamkeit des Lokpersonals auf sich zu ziehen, neu befestigt werden, was aber nur unzureichend geschah. Durchgehende Bremsen waren damals noch unbekannt. Vielmehr wurde der Zug ausschließlich von der Dampflokomotive und den auf einigen Wagen mitfahrenden Bremsern gebremst, die ihre Bremsen aufgrund eines Pfeifsignals der Lokomotive bedienten.

## Unfallhergang

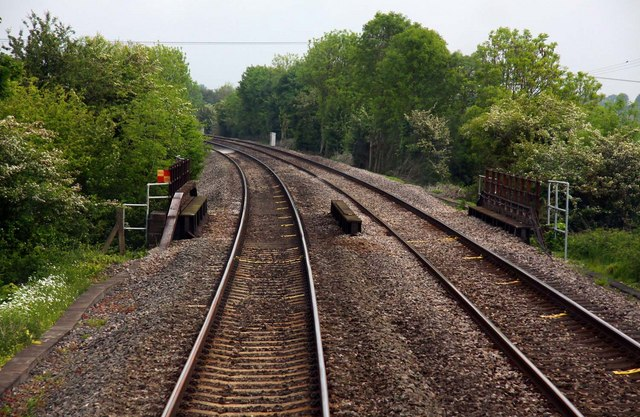
Die Unfallstelle, 2009

Aufgrund der niedrigen Temperaturen am Unfalltag und der hohen Geschwindigkeit von fast 70 km/h kam es zum Bruch eines Radreifens an dem Verstärkungswagen. Der Wagen entgleiste. Da aufgrund der unzureichend montierten Kommunikationsleine Reisende und Zugpersonal das Lokpersonal nicht alarmieren konnten, wurde dieses erst kurz vor der Brücke über den Oxford Canal auf die Gefahr aufmerksam. Es bremste sofort mit voller Kraft, ohne dass die Bremser des Zuges darauf noch reagieren konnten. So wirkten die Bremsen der Lokomotiven schneller als die der Wagen des Zuges, die auf die Lokomotiven aufliefen und den Verstärkungswagen zerquetschten. Neun der nachfolgenden Wagen stürzten mit ihren Passagieren den Bahndamm hinab, einige in den Oxford Canal, drei entgleisten, ohne abzustürzen, nur die letzten zwei blieben im Gleis. Die meisten Toten und Verletzten hatten in den Wagen gesessen, die in den Kanal gestürzt waren. Dank der Umsicht des Zugpersonals konnte ein Zusammenstoß mit dem nachfolgenden Zug verhindert werden.

## Untersuchung
Als Ursachen des Unfalls wurden festgestellt: die veraltete und gefährliche Konstruktion der Räder des 1855 gebauten Verstärkungswagens, vielleicht lag auch Materialermüdung vor, das Versagen der Kommunikationsleine, das Bremsen von Zügen durch Bremser auf einzelnen Wagen und die Notbremsung der Lokomotiven.

## Folgen
Der Unfall zeigte deutlich die Unzulänglichkeit des eingesetzten Bremssystems bei langen und schweren Zügen. Der Unfall beschleunigte die Umrüstung auf durchgehende Druckluft- oder Vakuumbremsen. Weiter empfahl die Untersuchungskommission verbesserte Räder, allerdings im Kern immer noch aus Holz. Dieses Problem sollte erst mit der Einführung schmiedeeiserner Monoblock-Räder behoben werden. Hinsichtlich der Kommunikation von Zug- und Lokomotivpersonal empfahl die Kommission, statt der Kommunikationsleine ein telegrafisches Verfahren einzuführen. Dieser Vorschlag wurde allerdings nicht weiter verfolgt.